# Шрусбері Тауншип (округ Салліван, Пенсільванія)
Шрусбері Тауншип (англ. Shrewsbury Township) — селище (англ. township) в США, в окрузі Саллікан штату Пенсільванія. Населення — 304 особи (2020).

## Демографія
Згідно з переписом 2010 року, у селищі мешкало 319 осіб у 140 домогосподарствах у складі 97 родин. Було 315 помешкань
Расовий склад населення:
| - 99,1 % — білих - 0,3 % — азіатів |

До двох чи більше рас належало 0,0 %. Частка іспаномовних становила 1,3 % від усіх жителів.
За віковим діапазоном населення розподілялося таким чином: 16,0 % — особи молодші 18 років, 58,9 % — особи у віці 18—64 років, 25,1 % — особи у віці 65 років та старші. Медіана віку мешканця становила 51,7 року. На 100 осіб жіночої статі у селищі припадало 103,2 чоловіків;  на 100 жінок у віці від 18 років та старших — 112,7 чоловіків також старших 18 років.
Середній дохід на одне домашнє господарство  становив 48 357 доларів США (медіана — 42 083), а середній дохід на одну сім'ю — 65 402 долари (медіана — 63 438). За межею бідності перебувало 11,7 % осіб, у тому числі 4,3 % дітей у віці до 18 років та 11,9 % осіб у віці 65 років та старших.
Цивільне працевлаштоване населення становило 142 особи. Основні галузі зайнятості: освіта, охорона здоров'я та соціальна допомога — 23,9 %, будівництво — 18,3 %, мистецтво, розваги та відпочинок — 12,7 %, транспорт — 12,0 %.